# Marietta (Love megye, Oklahoma)
Marietta település az Amerikai Egyesült Államok Oklahoma államában, Love megyében, melynek megyeszékhelye is. Lakosainak száma 2719 fő (2020. április 1.).

## Népesség
A település népességének változása:

| 2010 | 2 626 |
| 2020 | 2 719 |